# Крістін Жан
Крістін Жан (*1957, Нант) — французька біологиня та екологічна активістка. Нагороджена екологічною премією Голдмана в 1992 році за зусилля щодо збереження найдовшої річки у Франції Луари від спорудження дамб. Французька преса охрестила її «мадам Луара».

## Освіта
Крістін Жан здобула агрономську підготовку в Національній вищій агрономії та промисловості харчових продуктів і має ступінь магістерки екології в галузі гідрології в Університеті Поля Верлена в Меці.

## SOS Loire Vivante
Крістін Жан координувала загальнонаціональну кампанію, щоб запобігти засипанню Луари. Це було дуже важливо, оскільки Луара є однією з останніх диких річок з великим екологічним багатством. Проєкт дамби підтримала частина будівельної галузі, яка хотіла отримати прибуток. Крім того, її можна було використовувати для використання води для охолодження чотирьох атомних реакторів, які передбачалося побудувати вздовж річки.
Жан за допомогою Всесвітнього фонду дикої природи об’єднала кілька невеликих ініціатив уздовж річки Луари в загальнонаціональну організацію SOS Loire Vivante. Об’єднавшись, вони створили сильну опозицію проєкту будівництва греблі. За фінансування WWF Франції, WWF Німеччини та WWF International вони започаткували програму навчання громадськості, залучення ЗМІ, спонсорських конференцій, демонстрацій та, зрештою, подання судового позову проти консорціуму з будівництва дамби. 
Після тривалої опозиційної кампанії активісти досягли перемоги. Саме тоді французький уряд оголосив, що відмовиться від будівництва греблі Серр-де-ла-Фар і натомість ухвалить альтернативну програму управління річкою. Альтернативна програма включала посилення контролю за урбанізацією в зонах ризику повеней. Крім того, було знесено дві гідроелектростанції, щоб мігруючі риби, як-от лосось, могли дістатися до місць нересту.

## Подальший активізм
Після успішної кампанії проти проєкту дамби Крістін Жан продовжила активістську діяльність. Вона боролася проти розширення порту Нант-Сен-Назер в гирлі річки Луари, де передбачалося розмістити атомну електростанцію.

## Відзнаки
- Екологічна премія Goldman 1992 року
- У 1999 році тижневикTime назвав її однією із героїнь планети